# آنا بافلوفنا (ملكة هولندية)
آنا بافلوفنا (الروسية: Анна Павловна)؛ (7 يناير 1795 [بالتقويم القديم] / 18 يناير بالتقويم الجديد – 1 مارس 1865)، كانت ملكة هولندا بزواجها من الملك ويليام الثاني. عرفت بولائها الشديد لروسيا، وتمسّكت ببروتوكولات البلاط الإمبراطوري الصارمة حتى أثناء إقامتها في هولندا، حيث لم تشعر يومًا بالانتماء، وظلت تعتبر نفسها دوقة كبرى روسية أكثر من كونها ملكة هولندية.
لم يكن لها تأثير سياسي يُذكر، لكنها كانت نشطة في مجال العمل الخيري. وتُعد جدة الملكة فيلهلمينه الهولندية من جهة ابنها الأكبر، ويليام الثالث.